# Johannes Dickert

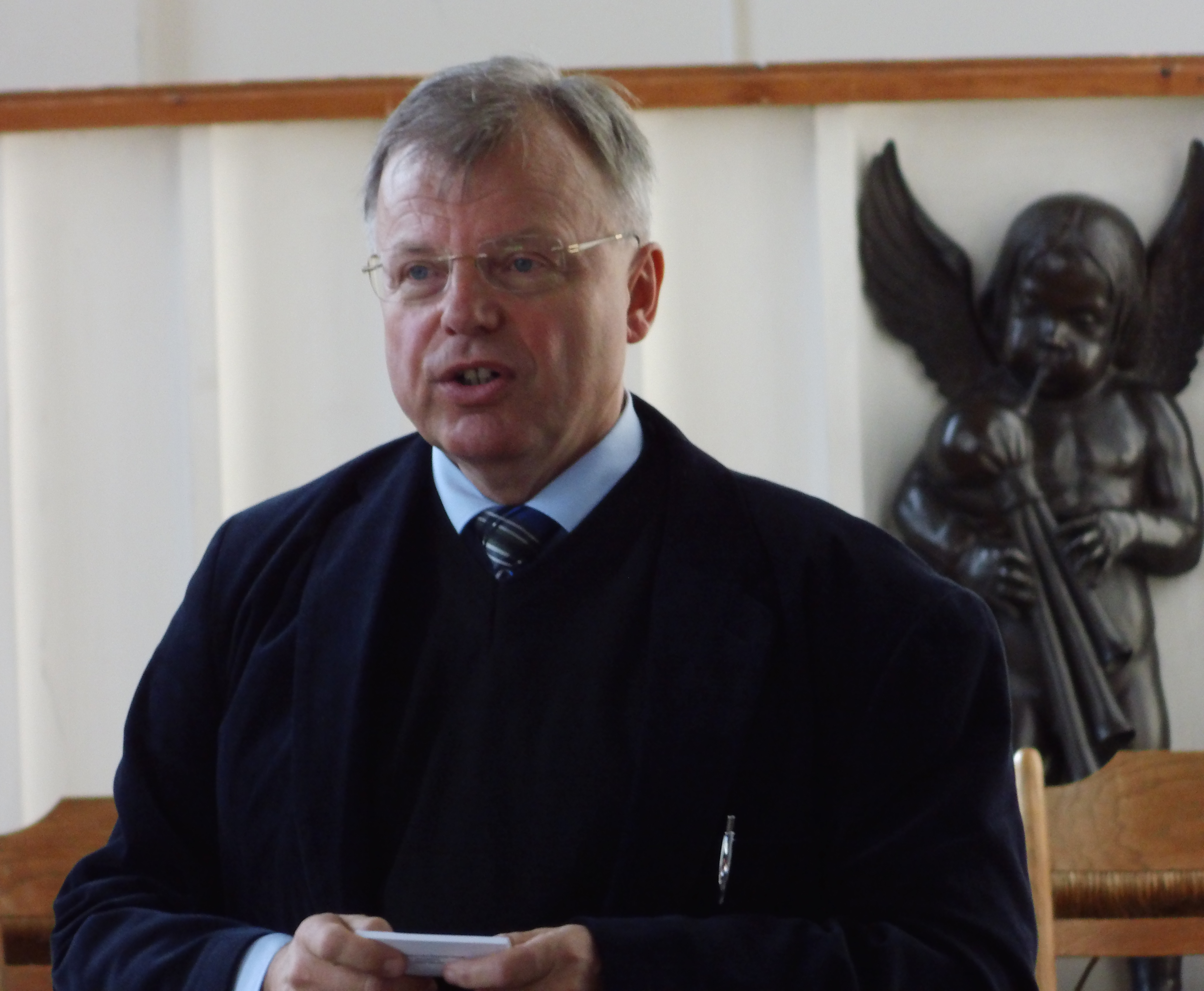
Johannes Dickert, Kirchenmusikdirektor und Domkantor in Wurzen (Foto von 2014) – Foto: Holger Zürch

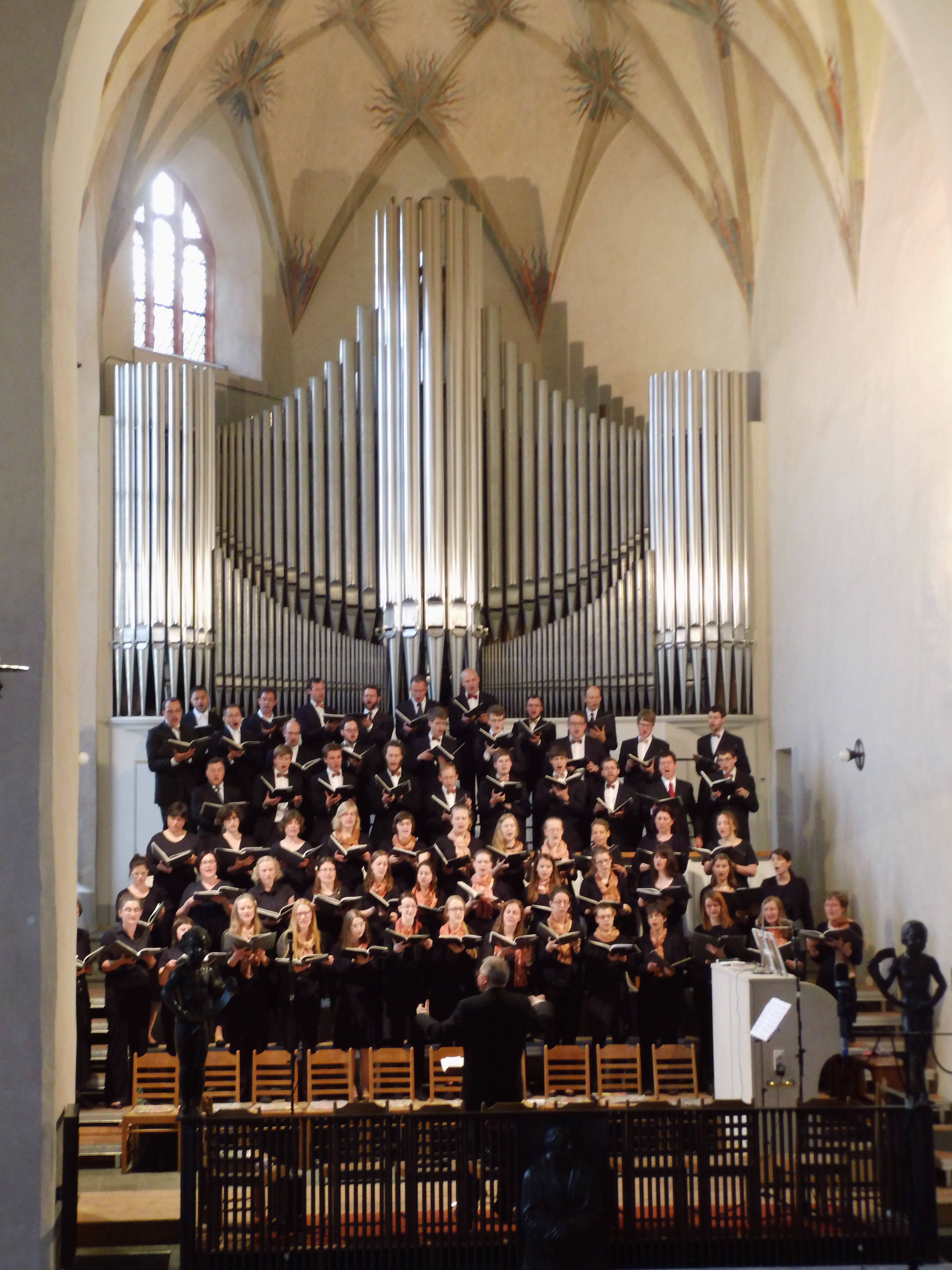
30 Jahre Jugendkantorei des Wurzener Doms – Jubiläumskonzert am 28. Mai 2016 mit aktuellen und einstigen Chormitgliedern und mit Chorleiter und -gründer Johannes Dickert – Foto: Holger Zürch

Johannes Dickert (* 21. Juni 1953 in Grüna) ist ein deutscher Kantor, Organist, Dirigent und Orgelsachverständiger. 33 Jahre lang wirkte er in Wurzen und prägte das kulturelle und kirchenmusikalische Leben der Region.
Dickert gründete in Wurzen die Jugendkantorei Wurzen, die Capella Sancti Wenceslai und das Kammerorchester St. Wenceslai. Von 1986 bis 2013 war er Kirchenmusikdirektor in der Evangelisch-Lutherischen Landeskirche Sachsens.

## Beruflich-musikalischer Werdegang
Johannes Dickert kommt aus einem christlichen Elternhaus. Mit acht Jahren bekam er ersten Klavierunterricht vom Großonkel, einem privaten Musikerzieher, Kantor und Organisten. Mit 15 Jahren erhielt Dickert Orgel-Unterricht an der Schloßkirche Chemnitz. Sein damaliger Berufswunsch war Orgelbauer, er erlernte nach Schulabschluss den Beruf des Möbeltischlers. Anschließend studierte er Kirchenmusik in Dresden und absolvierte eine pädagogische Zusatz-Ausbildung in Katechetik, Religionswissenschaften und Christenlehre in Potsdam. Von 1977 bis 1986 war er als Kantorkatechet der Kirchgemeinde Hartha tätig.
1986 wurde Dickert Kantor und Organist der Stadtkirche St. Wenceslai sowie des mittelalterlichen Domes St. Marien in Wurzen, wo er bis 2019 wirkte. Im selben Jahr wurde er Kirchenmusikdirektor des Kirchenbezirks Wurzen; hinzu kamen später aufgrund von Umstrukturierungen die Verantwortung in dieser Funktion für die Kirchenbezirke Grimma und Leipziger Land; dieses Amt hatte Dickert bis 2013 inne.
1986 gründete Dickert die Jugendkantorei des Wurzener Domes. Seit 1987 leitet er die jährliche Jugendsingewoche der Evangelisch-Lutherischen Landeskirche Sachsens, bis 2015 im Tagungsheim Schönburg in Schönburg (Saale) und ab 2016 im St.-Michaels-Haus in Roßbach bei Naumburg.
Dickerts besondere Aufmerksamkeit gilt der kirchenmusikalischen Aufbauarbeit, dem Orgelbau und -spiel. Konzerte auf diesem Instrument führten ihn in verschiedene Kirchen innerhalb Deutschlands, in die Schweiz und nach Dänemark.

### Chor- und Orchesterleiter sowie Kantor
Johannes Dickert ist auf vielfältige Weise für das kirchenmusikalische Leben in Wurzen zuständig gewesen. Er leitete die Domkantorei St. Marien, die Jugendkantorei des Wurzener Domes, den Posaunenchor Wurzen, die Wurzener Kurrende und deren Domsingschule, den Kammer-Chor Capella Sancti Wenceslai und das Kammerorchester St. Wenceslai.
Als Organist spielte Dickert regelmäßig die Jehmlich-Orgel im Dom zu Wurzen (auf der er auch Konzerte spielt) sowie die Eule-Orgel in Wurzens Stadtkirche St. Wenceslai. Sein letztes Konzert als Leiter der Jugendkantorei Wurzen leitete er am 11. Dezember 2019 in Dresden. Seine Nachfolgerin wurde im August 2019 die aus Japan stammende Kaoru Oyamada, die in Leipzig Kirchenmusik studierte.

### Ehrenämter
Dickert ist seit 2009 Domkantor und seit 2010 Domherr im Dom St. Marien zu Wurzen. 2020 wurde er als Mitglied des Kirchenvorstandes Wurzen wiedergewählt.
Er war Berufener Bürger im Ausschuss für Kultur, Jugend, Schulen, Sport und Soziales der Stadt Wurzen, von 1996 bis 2008 berufenes Mitglied der Landesynode der Evangelisch-Lutherischen Landeskirche Sachsens sowie Vertreter der Evangelisch-Lutherischen Landeskirche Sachsens in der Arbeitsgemeinschaft Christlicher Kirchen in Deutschland.

### Privates
Johannes Dickert ist verheiratet mit Christine Dickert; das Ehepaar hat zwei erwachsene Kinder und wohnt in Wurzen.

## Diskografie
Unter der Leitung von Kantor Johannes Dickert entstanden mit der Jugendkantorei Wurzen folgende fünf CD-Veröffentlichungen:
- 1998: Jauchzet dem Herrn alle Welt – Chor- und Orgelmusik aus dem Dom St. Marien zu Wurzen. querstand.
- 2004: Cantate Domino. Dipps-O-Ton. (live-CD)
- 2006: Weihnachten im Dom St. Marien zu Wurzen. querstand.
- 2010: Abend ward, bald kommt die Nacht – Abendlieder aus dem Dom St. Marien Wurzen. Mit Wolfgang Seifen. querstand.
- 2019: Magnificat – Marienmusik aus dem evangelischen Dom St. Marien zu Wurzen. Erschienen beim Label Querstand.[10]

Einzelveröffentlichung:
- 2019: Louis-Nicolas Clérambault: Suite du deuxième ton – Johannes Dickert an der Eule-Orgel der Stadtkirche St. Wenceslai Wurzen, Mini-CD anlässlich des 20-jährigen Jubiläums dieser Orgel, Finke-Audio TF 2019-04.

### Zeitungsbeiträge
- Kai-Uwe Brandt: Festgottesdienst für Kirchenmusikdirektor Johannes Dickert – Mit einem Festgottesdienst verabschiedeten sich die Kirchgemeinden St.Wenceslai Wurzen und Kühren-Burkartshain von ihrem Gemeindekantor Johannes Dickert. Nach über drei Jahrzehnten des Schaffens geht der 66-Jährige in den Ruhestand. Leipziger Volkszeitung, Online-Portal, 24. Juni 2019. Abgerufen am 27. Juni 2019.
- Kai-Uwe Brandt: Wurzener Kirchenmusik: „The Black of Gospel“ sorgen für stimmgewaltigen Auftakt im Dom St. Marien. In: Leipziger Volkszeitung online, 20. Januar 2018, sowie tagesgleich in der LVZ-Regionalausgabe Muldental, S. 30.
- Haig Latchinian: Hast du Töne? Orgel von Wurzener St. Wenceslai bricht nach 40 Jahren ihr Schweigen. In: Leipziger Volkszeitung online, 6. September 2017, sowie tagesgleich in der LVZ-Regionalausgabe Muldental, S. 29.
- Wurzener Jugendkantorei feiert 30-Jähriges. In: Leipziger Volkszeitung, Ausgabe Muldental, 27. Mai 2016, S. 29.
- Kai-Uwe Brandt: Orgelmusik hautnah – neue Ideen für Wurzens Domkonzerte. In: Leipziger Volkszeitung, Ausgabe Muldental, 17. Februar 2016, S. 30.
- Haig Latchinian: Tritt ein in den Dom – Seit fast 30 Jahren ist es Gesetz in Wurzen: Am Heiligen Abend lädt der Kantor bei freiem Eintritt zu einem ganz persönlichen Konzert in den Dom ein. Großes Porträt (= eine dreiviertel Zeitungsseite) in: Leipziger Volkszeitung, Ausgabe Muldental, 24. Dezember 2015, S. 35.
- Haig Latchinian: Orgelpfeifen sind keine Zinnsoldaten. – Kirchenmusikdirektor Johannes Dickert führt per Wendeltreppe mitten ins Herz der Königin der Instrumente. In: Leipziger Volkszeitung, Ausgabe Muldental, 3. August 2015, S. 26.
- Haig Latchinian: Hattrick des Kantors: Wurzener Dom mit sportlichem Finale. In: Leipziger Volkszeitung, Ausgabe Muldental, 25. Juni 2015, S. 26.
- Constanze Matthes: Ein Chor für elf Tage – Die sächsische Jugendsingewoche weilt seit 1995 alljährlich in Schönburg an der Saale – und bereitet dort eine Konzerttour vor. S. 11 in: Der Sonntag, 31. August 2014.
- Ines Alekowa: Mit jungen Leuten auf der Notenspur – Domkantor leitet Jugendsingewoche in Schönburg. In: Leipziger Volkszeitung, Ausgabe Muldental, 30. August 2014, S. 30.
- Wulf Skaun: Dickert & Co. ad portas. (Porträt Johannes Dickert). In: Leipziger Volkszeitung, Ausgabe Muldental, 11. Juni 2014, S. 30.